# Probstzella
Probstzella – miejscowość i gmina w Niemczech, w kraju związkowym Turyngia, w powiecie Saalfeld-Rudolstadt, siedziba wspólnoty administracyjnej Schiefergebirge, której nazwa do 30 grudnia 2013 brzmiała Probstzella-Lehesten-Marktgölitz.